# Portrait d'un gentilhomme (Lotto)
Pour les articles homonymes, voir Portrait d'un gentilhomme.
Le Portrait d'un gentilhomme est une peinture à l'huile sur toile de l'artiste de la Renaissance vénitienne Lorenzo Lotto, réalisée vers 1535, et conservée à la Galerie Borghèse à Rome. 

## Histoire
L'œuvre apparaît pour la première fois dans un document de 1790, un inventaire de la Galerie Borghèse.
Sa datation repose sur des similitudes stylistiques avec d'autres œuvres de Lotto du milieu des années 1530, liées à la plus grande austérité et au calme des portraits après le milieu des années 1530, mais varie encore entre 1530 et 1540. Parmi les différentes propositions d'identification, la plus accréditée relie l'œuvre au condottiere albanais naturalisé italien Mercurio Bua, mort au service de la république de Venise vers 1542, ce qui redaterait l'œuvre des années 1520. La scène vue à travers la fenêtre en arrière-plan à gauche comprend saint Georges et le dragon, un sujet populaire auprès de la communauté balkanique de Venise.[réf. nécessaire]
L'œuvre a été identifiée autrefois comme un autoportrait de l'artiste, mais les symboles représentés dans le tableau contredisent cette hypothèse : on trouve notamment des pétales et un crâne miniature sur la table.

## Description
Dans une petite pièce nue, où s'ouvrent deux fenêtres, un homme vêtu de noir se tient près d'une table sur laquelle il a posé une main, tandis que l'autre est tenue à sa taille. La coupe du portrait se situe au-dessus du genou, avec une position frontale, légèrement tournée vers la gauche ; la tête est inclinée vers la droite. Le visage, avec une longue barbe, a une expression mélancolique, qui semble communiquer la souffrance.[réf. nécessaire]

## Analyse
Sur la table se trouve une petite composition symbolique avec des pétales et un crâne miniature, qui ont été interprétés comme une méditation sur la mort, amplifiée par la main droite sur la rate, siège de l'humeur mélancolique, ou encore comme une allégorie du deuil, peut-être de sa femme. Les deux bagues rapprochées - mais séparées - de l'index et de l'auriculaire pourraient suggérer la fin de l'amour et correspondraient à l'identification avec Bua, qui était veuf en 1524.